# 신재영 (야구인)
신재영(申在永, 1989년 11월 18일~)은 대한민국의 야구 선수, 지도자로 현역 시절 KBO 리그의 NC 다이노스, 키움 히어로즈, SSG 랜더스 소속 투수로 활동했다.

## 선수 경력

### 아마추어 경력
대전유천초등학교에서 야구를 시작할 당시에는 내야수였다. 한밭중학교 3학년 때 연습 경기에서 오버핸드 투수로 등판해 대량 실점을 했고, 감독의 지시에 의해 나머지 두 경기에서 사이드암으로 던져 모두 승리를 따낸 직후부터 사이드암 투수로 전향했다.
대전고등학교 3학년 때 비로소 팀의 에이스로 부각됐지만, 구속이 느리다는 이유로 프로 구단에서 큰 관심을 보이지 않아 2008년 신인 드래프트에서 지명되지 못해 단국대학교에 진학했다. 진학 후 신장이 커져 구속을 140km/h대로 끌어올리는 데 성공하며 1학년 때부터 대학 최고 사이드암으로 손꼽혔다. 이후 동기인 박지훈과 함께 마운드의 쌍두마차로 많은 경기를 꾸준히 책임졌고, 2학년 때 국가대표로도 뽑혀 프로 선수들과 함께 2009년 야구 월드컵에 참가했다.
그러나 3학년 이후 구속이 더 이상 오르지 않았고, 단조로운 구종으로 인해 2010년 세계 대학 야구 선수권 대회에서 쿠바 타자들을 상대로 난타당했다. 4학년 때 1.82의 평균자책점을 기록했음에도 불구하고 비슷한 성적을 올렸던 동기 박지훈이 1라운드 전체 4순위로 지명된 데 반해, 신재영은 8순위(전체 69순위) 지명을 받아 간신히 프로에 입성했다.

### 프로 경력

#### NC 다이노스
2012년 NC 다이노스의 8라운드(전체 69순위) 지명을 받아 입단했다. 하지만 특별한 활약을 보이지 못했고, 이듬해인 2013년 4월 18일 넥센 히어로즈와의 2:3 트레이드로 송신영과 함께 이적하였다.

#### 경찰 야구단
2015년 9월에 군 복무를 마치고 팀에 합류했다.

#### 넥센 히어로즈 & 키움 히어로즈
- 2016년

당시 선발 투수로 전향했던 조상우의 부상으로 인해 급하게 선발진에 합류했고, 무브먼트가 좋은 직구와 날카롭게 들어가는 슬라이더로 4월 6일 한화전에서 7이닝 3실점으로 QS를 기록하며 승리 투수가 되며 성공적인 데뷔전을 치뤘다. 팬들에게도 깊은 인상을 남긴 것을 시작으로 6월 22일 삼성전에서 승리 투수가 되며 2009년 이현승 이후 7년 만에 토종 선발 두 자릿수 승을 달성했다. 이현승 외에도 2015년에 한현희가 11승을 기록했지만, 이 중 구원 승이 3승이었기 때문에 순수 선발 10승 이상 달성은 아니었다. 시즌 15승 7패, 3점대 평균자책점, 다승 공동 3위, 평균자책점 7위로 KBO 신인왕을 차지했다. 이러한 성과에 힘입어 무려 307% 인상된 1억 1,000만 원에 다음 시즌 연봉 계약을 체결했다.
- 2017년

기량 저하로 7월부터 보직을 불펜으로 전향했고, 최원태가 부상으로 인해 선발진에서 이탈하자 다시 선발진에 합류했다. 선발 복귀 경기였던 9월 13일 kt전에서 9이닝 무실점 무사사구를 기록하며 데뷔 첫 완투승이자 완봉승 달성 동시에, 역대 127번째 무사사구 완봉승을 달성했다. 이는 나이트 이후 팀의 2번째 기록이었다. 9월 21일 kt전에서 3.2이닝 무실점으로 데뷔 첫 세이브를 기록했다. 그러나 규정 이닝을 채우지 못하고 6승 7패, 1세이브, 2홀드, 4점대 평균자책점으로 전 시즌에 다소 못 미치는 성적을 기록했다.
- 2018년

시즌 내내 손가락 물집이 수시로 잡히는 등 잔 부상이 겹쳐 제 기량을 펼치지 못하며 8승 9패, 1홀드, 6점대 평균자책점으로  전년보다 더 부진했다. 정교한 제구력의 직구와 슬라이더 두 구종으로 타자를 압도했던 2016년 시즌에 비해 구위가 떨어진 탓에 101.1이닝 31피홈런으로 고전했다. SK와 플레이오프 5차전에 구원 등판해 10회 전까지 1.1이닝 무실점으로 역투했으나, 10회에 김강민, 한동민에게 연타석 홈런을 허용하고 패를 기록했다.
- 2019년

퓨처스리그에서 활동하던 중 1군 선수들의 부상 등등 구단의 악재로 인해 1군으로 콜업되어 7월 5일 롯데전에서 5이닝 1실점하며 시즌 첫 승을 기록했다.
- 2020년

7경기에 등판해 승패 없이 12점대 평균자책점을 기록하며 데뷔 후 최악의 성적을 기록했고, 시즌 후 구단으로부터 방출 통보를 받았다.

### 독립야구
넥센 히어로즈로부터 방출 통보를 받은 뒤 2021년에 독립야구팀인 시흥 울브스 소속으로 뛰었다.

### 프로 복귀와 은퇴
박종훈, 문승원의 팔꿈치 부상으로 투수난을 겪게 된 SSG 랜더스의 부름을 받아 2021년 6월 7일에 이적했다. 그 해 20경기에 나서서 승패 없이 평균자책점 5.72를 기록했다.
2022년에는 1군 4경기 평균자책점 12.46에 그쳤고, 시즌 후 구단으로부터 방출 통보를 받은 뒤 현역 은퇴를 선언했다.

### 은퇴 후
현역 은퇴 후인 2023년 JTBC의 야구 예능 프로그램인 최강야구2에 트라이아웃을 통해 합류하여 활동했다. 현재 서울에서 아마추어 야구 훈련 센터를 운영하고 있다.

## 출신 학교
- 대전유천초등학교
- 한밭중학교
- 대전고등학교
- 단국대학교

## 통산 기록
| 연도 | 팀명  | 평균자책점 | 경기 | 완투 | 완봉 | 승 | 패 | 세 | 홀 | 승률  | 타자 | 이닝  | 피안타 | 피홈런 | 볼넷 | 사구 | 탈삼진 | 실점 | 자책점 |
| ---- | ----- | ---------- | ---- | ---- | ---- | -- | -- | -- | -- | ----- | ---- | ----- | ------ | ------ | ---- | ---- | ------ | ---- | ------ |
| 2016 | 넥센  | 3.90       | 30   | 0    | 0    | 15 | 7  | 0  | 0  | 0.682 | 718  | 168.2 | 192    | 19     | 21   | 11   | 99     | 76   | 73     |
| 2017 | 넥센  | 4.54       | 34   | 1    | 1    | 6  | 7  | 1  | 2  | 0.462 | 537  | 125   | 137    | 14     | 25   | 16   | 75     | 68   | 63     |
| 2018 | 넥센  | 6.75       | 26   | 0    | 0    | 8  | 9  | 0  | 1  | 0.471 | 452  | 101.1 | 133    | 31     | 23   | 8    | 53     | 80   | 76     |
| 2019 | 키움  | 3.68       | 12   | 0    | 0    | 1  | 0  | 0  | 0  | 1.000 | 132  | 29.1  | 34     | 1      | 9    | 4    | 21     | 14   | 12     |
| 2020 | 키움  | 12.60      | 7    | 0    | 0    | 0  | 0  | 0  | 0  | -     | 34   | 5     | 13     | 2      | 4    | 0    | 1      | 8    | 7      |
| 2021 | SSG   | 5.72       | 20   | 0    | 0    | 0  | 0  | 0  | 0  | -     | 124  | 28.1  | 35     | 3      | 2    | 4    | 27     | 18   | 18     |
| 2022 | SSG   | 12.46      | 4    | 0    | 0    | 0  | 0  | 0  | 0  | -     | 21   | 4.1   | 9      | 2      | 0    | 0    | 4      | 6    | 6      |
| 통산 | 7시즌 | 4.97       | 133  | 1    | 1    | 30 | 23 | 1  | 3  | 0.566 | 2018 | 462   | 553    | 72     | 84   | 43   | 280    | 270  | 255    |